# Пірамідальний відстійник

Піраміда́льний відсті́йник (рос. пирамидальный отстойник, англ. pyramidal settling tank, pyramidal settler, нім. Spitzkasten m) — апарат для згущення та класифікації шламів за способом гравітаційного осадження.
Являє собою поздовжній ряд залізобетонних ємкостей пірамідальної форми з вивантажувальними пристроями (затворами) для осаду в нижній (звуженій) частині. Верхніми (більшими) основами піраміди з'єднуються в загальний короб для збору зливного продукту. П.в. використовуються на перших стадіях обробки шламів переважно на вуглезбагачувальних фабриках збудованих до 1970-х років.
Камери у верхній частині з’єднані  між собою. Живлення подають в приймальний жолоб відстійника. При русі суспензії до зливного порога під дією сил тяжіння з неї осідають тверді частинки, спочатку найбільш крупні (в першу камеру), потім частинки меншого діаметру і в кінцеву камеру найбільш дрібні. Згущений продукт вивантажують з відстійників за допомогою діафрагмових насосів або роторних розвантажувачів.
Ефективність роботи пірамідальних відстійників залежить від схеми підключення камер (паралельна або послідовна), способів завантаження живлення і розвантаження згущеного продукту, а також видалення зливу. 
Відстійники – громіздкі і малоефективні апарати. Їх питома продуктивність коливається від 5 до 14 м3/(м2•год) при змінах концентрації твердого в живленні, зливі і згущеному продукті відповідно від 50 до 250, від 30 до 220 і від 300 до 600 г/л.